# Mithridates I. (Parthien)

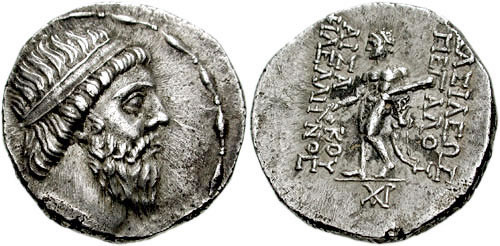
Münze von Mithridates I. Die griechische Inschrift lautet „(Münze) des Großkönigs Arsakes, Freund der Griechen“. Wie alle Partherkönige führte auch Mithridates den Thronnamen bzw. Titel Arsakes.

Mithridates I. oder Mithradates (persisch مهرداد, DMG Mihrdād, Mit’radāta, auch Arsakes VI. Euergetes, genannt Philhellenos („Freund der Griechen“); * um 195 v. Chr.; † 139 v. Chr.) war von ca. 171 v. Chr. bis zu seinem Tod König des Partherreichs.
Er stammte aus dem Arsakidengeschlecht und war der Sohn von König Phriapatios. Mithradates erweiterte ab 171 v. Chr. das Partherreich durch Eroberung des westlichen Irans (Medien, Persis) und Mesopotamiens von den griechischen Seleukiden und Teilen des Griechisch-Baktrischen Reiches, womit die Parther gemäß Wiesehöfer die Grundlage des parthischen Vielvölkerstaates legten. 140/139 v. Chr. schlug er den Seleukidenkönig Demetrios II. auf dessen Rückeroberungsfeldzug in Iran. Infolge dieses Sieges gelangte Mesopotamien dauerhaft unter direkte parthische Herrschaft und Demetrios II. geriet in die Gefangenschaft.